# سقط جنین در زامبیا
سقط جنین در زامبیا (انگلیسی: Abortion in Zambia) در صورتی قانونی است که بارداری زندگی مادر را تهدید کند، موجب مرگ مادر یا عوارض بارداری شود، یا سلامت فرزندان موجود را به خطر بیندازد، یا منجر به ناهنجاری مادرزادی گردد. زامبیا یکی از آزادترین قوانین سقط جنین در آفریقا را دارد، اگرچه محدودیت‌های آن دسترسی را دشوار می‌سازد. قانون «خاتمه بارداری» (TOP) که در سال ۱۹۷۲ تصویب شد، سقط جنین را در صورت تأیید متخصصان پزشکی قانونی می‌داند. این قانون به امضای سه پزشک، از جمله یک متخصص، نیاز دارد. اصلاحات این قانون و دستورالعمل‌های پزشکی توضیح می‌دهند که قانون، شرایطی مانند بارداری به‌دنبال تجاوز جنسی و همچنین وضعیت اجتماعی-اقتصادی را در نظر می‌گیرد.
سقط جنین قانونی در دسترس است، اما اغلب هزینه‌بر یا دشوار است. برخی منتقدان قانون سقط جنین در زامبیا معتقدند که محدودیت‌های قانون TOP مانعی برای دسترسی بیشتر زامبیایی‌ها است. برخی دیگر باور دارند که زامبیا در قانون، سقط جنین را مجاز می‌داند اما در عمل ارائه نمی‌کند. اکثریت زنان در زامبیا از این قانون آگاهی ندارند و بسیاری از ارائه‌دهندگان خدمات پزشکی نیز از مفاد آن بی‌اطلاع‌اند. اعتراض وجدانی به سقط جنین در میان کارکنان پزشکی رایج است. ارائه‌دهندگان دولتی سقط جنین را به‌صورت رایگان انجام می‌دهند، اما هزینه‌های غیررسمی اغلب بالا هستند. بیشتر سقط جنین‌ها به‌طور غیرایمن و توسط افرادی که مجوز ندارند انجام می‌شود که منجر به عوارض جدی می‌شود. سقط‌های غیرایمن عامل ۳۰٪ از مرگ مادران است. ارائه‌دهندگان خدمات بهداشتی دولتی به‌صورت قانونی هزینه‌ای برای سقط جنین دریافت نمی‌کنند، اما هزینه‌های غیررسمی رایج است. بسیاری از زنان توانایی پرداخت هزینه‌های سقط جراحی ایمن را ندارند. سقط‌های دارویی در شهرها رواج دارد، اما در مناطق روستایی دسترسی به سقط جنین محدود است. نوجوانان بیشتر در معرض سقط جنین‌های غیرایمن هستند.
سقط جنین در زامبیا با برچسب اجتماعی همراه است. اکثریت زامبیایی‌ها باور دارند که سقط جنین باید غیرقانونی باشد. دین رسمی زامبیا مسیحیت است و کلیساها در مسیحیت و سقط جنین و مخالفت با آن نقش مؤثری دارند. جنبش‌های حق سقط جنین معتقدند که قانونی‌سازی سقط جنین راه‌حلی برای مشکلات بهداشت عمومی است.

## قانون‌گذاری
قانون «خاتمه بارداری» (TOP) سقط جنین را در صورتی که بارداری خطر مرگ یا مشکلات جسمی یا روانی برای مادر یا فرزندان موجود ایجاد کند، یا موجب ناهنجاری مادرزادی شود، قانونی می‌داند. سن مادر و محیط او در حال و آینده نیز ممکن است در نظر گرفته شود. سقط جنین باید توسط سه متخصص پزشکی، از جمله یک متخصص، تأیید شود. در شرایط اضطراری، این الزام ممکن است لغو شود. این فرایند باید در یک مرکز ثبت‌شده و توسط یک پزشک مجاز، با رضایت آگاهانه زن انجام شود. انجام یا دریافت سقط جنین غیرقانونی به هفت سال حبس محکوم می‌شود. قانون به متخصصان پزشکی اجازه می‌دهد که به دلیل اعتراض وجدانی از انجام سقط جنین خودداری کنند، مگر در مواقع اضطراری. مجازات ارائه غیرقانونی سقط جنین هفت سال زندان است و برای دریافت یا کمک به سقط غیرقانونی این مجازات به چهارده سال افزایش می‌یابد.
در مه ۲۰۰۹، وزارت بهداشت (زامبیا) (MOH) مجموعه‌ای از دستورالعمل‌ها را برای تعیین اینکه آیا بارداری خطرناک است، با توجه به عوامل اجتماعی-اقتصادی عینی و ذهنی منتشر کرد. این دستورالعمل‌ها به ارائه‌دهندگان خدمات بهداشتی اجازه می‌دهد که با رضایت زن، بر اساس این عوامل اقدام به سقط جنین کنند و به ارائه‌دهندگان سطح میانی اجازه می‌دهد که این فرایند را در دوران بارداری انجام دهند. دستورالعمل‌ها تصریح می‌کنند که بیماران باید به ارائه‌دهندگانی که مایل به انجام سقط جنین هستند ارجاع داده شوند و بیشتر مراکز درمانی دولتی باید دسترسی به سقط جنین را تضمین کنند، و اینکه اعتراض وجدانی فقط برای پزشکان فردی که سقط جنین را انجام می‌دهند اعمال می‌شود. قانون TOP محدودیت خاصی برای سن بارداری تعیین نکرده، اما وزارت بهداشت زامبیا سقط جنین را پس از زنده‌مانی جنین، یعنی در ۲۸ هفته، ممنوع کرده است.
زامبیا یکی از آزادترین قوانین سقط جنین در منطقه را دارد. این کشور از معدود کشورهایی در آفریقا است که سقط جنین را بر اساس شرایط اجتماعی-اقتصادی مجاز می‌داند. قانون آن با ماده ۱۴(۲)(ج) پروتکل ماپوتو که زامبیا آن را تصویب کرده، سازگار است. با این حال، برخی آن را یک «قانون کاغذی» نامیده‌اند. این قانون قابلیت تفسیر دارد و محدودیت‌های آن باعث دشواری در سقط جنین می‌شود. برخلاف بسیاری از کشورهایی که سقط جنین در آن‌ها قانونی است، عوارض ناشی از سقط جنین در زامبیا رایج است. الزام به دریافت سه امضا چالش‌هایی ایجاد می‌کند، زیرا متخصصان ممکن است از امضا خودداری کنند. به‌عنوان مثال، ماری استوپس اینترنشنال به دلیل عدم تأمین امضاها، به‌طور موقت ممنوع شد. تحلیل‌گران سیاست وضعیت زامبیا را در مقایسه با قوانین سقط جنین در اتیوپی، که آن را غیرقانونی اعلام کرده اما سقط جنین ایمن را ارائه می‌دهد، و تانزانیا، که فقط برای حفظ جان مادر مجاز است اما الزامات کمتری دارد، بررسی کرده‌اند.
حامیان جهانی سقط جنین، زامبیا را نمونه‌ای از قانون‌گذاری آزاد می‌دانند، اما اجماع در زامبیا مبهم است. برخی از حامیان سقط جنین معتقدند که قانون پایان بارداری (TOP Act) محدودکننده است زیرا شرایط لازم برای سقط قانونی، دسترسی را محدود می‌کند؛ برخی دیگر معتقدند که این قانون آزاد است اما وضعیت واقعی باید تغییر کند تا با این قانون همخوانی داشته باشد. عدم قطعیت در مورد قانون و امکان اعتراض مبتنی بر وجدان ممکن است باعث شود که متخصصان پزشکی از انجام سقط جنین خودداری کنند. الزام دریافت سه امضا بحث‌برانگیز است زیرا هزینه‌بر است، به‌ویژه برای زنان فقیر و روستایی. افرادی که برای افزایش دسترسی به سقط جنین تلاش می‌کنند می‌گویند آموزش پزشکان و عموم مردم در مورد دستورالعمل‌های سقط جنین دشوار است و افراد بیشتری برای محدود کردن دسترسی به سقط جنین فعالیت می‌کنند تا افزایش آن.

## تاریخچه
پیش از سال ۱۹۷۲، قانون جزایی زامبیا سقط جنین را جرم می‌دانست. در سال ۱۹۷۲، قانون پایان بارداری (TOP Act) به مجمع ملی زامبیا پیشنهاد شد. این قانون بر اساس قانون سقط جنین ۱۹۶۷ بریتانیا تدوین شده بود. این قانون هشت سال پس از آغاز ریاست‌جمهوری کنت کائوندا تصویب شد، کسی که ایدئولوژی انسان‌گرایی زامبیایی او شامل راست مسیحی و دیدگاه‌های پدرسالارانه دربارهٔ جنسیت زنان بود. وزیر بهداشت این قانون را به پارلمان ارائه کرد و گفت: «هدف از این لایحه اصلاح و روشن‌سازی قانون مربوط به پایان بارداری توسط پزشکان ثبت‌شده است.» او استدلال کرد که روشن‌سازی قانون، شک و تردیدهای پزشکان را برطرف کرده و از مرگ‌ها جلوگیری می‌کند. او در سخنان پایانی خود گفت که این قانون «درهای پایان بارداری بنا به تقاضا را باز نخواهد کرد». نمایندگان مخالف استدلال کردند که این قانون باعث افزایش تعداد سقط جنین خواهد شد. این لایحه با ۶۶ رأی موافق در برابر ۱۳ رأی مخالف تصویب شد. کلیسای کاتولیک در زامبیا طی نامه‌ای به دبیرکل کابینه، نسبت به این لایحه اعتراض کرد و ادعا کرد که این قانون بسیار سریع تصویب شده، بدون بحث عمومی بوده و بر اساس قانون بریتانیا است. رئیس پارلمان در نامه‌ای به کائوندا توضیح داد که این لایحه، سقط جنین بنا به تقاضا را قانونی نخواهد کرد و نوشت: «خود لایحه برای خدمت به دو تا پنج نفر در بیست سال آینده طراحی شده است.» کائوندا این لایحه را امضا کرد.
تصویب قانون پایان بارداری (TOP Act) بدون راهنمای فنی برای اجرا همراه بود. این قانون در سال ۱۹۹۴ اصلاح شد. اصلاحیه‌ای در سال ۲۰۰۵ مشخص کرد که سقط جنین در موارد سوءاستفاده جنسی از کودکان مجاز است.
تا دهه ۲۰۰۰، اتساع و کورتاژ روش استاندارد سقط جنین بود، با وجود توصیه سازمان جهانی بهداشت مبنی بر استفاده از آسپیراسیون خلأ دستی (MVA). در سال ۱۹۸۸، بیمارستان آموزشی دانشگاهی (UTH) و سازمان غیردولتی بین‌المللی Ipas یک پروژه موفق برای افزایش ظرفیت بیمارستان در ارائه خدمات سقط جنین و معرفی MVA آغاز کردند. در اوایل دهه ۱۹۹۰، سازمان‌های غیردولتی با حمایت نمایندگی ایالات متحده آمریکا برای انکشاف بین‌المللی برنامه آموزشی‌ای را معرفی کردند، اما نیازهای منابع و زیرساختی آن در میان همه‌گیری ایدز در زامبیا حمایت دولتی کافی دریافت نکرد. UTH تنها مرکز ارائه‌دهنده سقط جنین بود. در سال ۱۹۹۲، دولت سیستم سلامت خود را اصلاح و غیرمتمرکز کرد و «بسته خدمات ضروری» از جمله MVA را در آن گنجاند. این اصلاحات در اوج همه‌گیری ایدز در زامبیا رخ داد که سیستم سلامت را بیش از حد ضعیف کرد تا ابتکارات دیگر عملی شود.